# Harford (Regno Unito)
Harford è un villaggio e parrocchia civile dell'Inghilterra, appartenente alla contea del Devon.